# باب الرومان (الزراردة)
باب الرومان هو دُوَّار يقع بجماعة كلاز، إقليم تاونات، جهة فاس مكناس في المملكة المغربية. ينتمي الدوّار لمشيخة الزراردة التي تضم 20 دواوير. يقدر عدد سكانه بـ 280 نسمة حسب الإحصاء الرسمي للسكان والسكنى لسنة 2004.

## روابط خارجية
- البوابة الوطنية للجماعات الترابية
- المندوبية السامية للتخطيط